# Irmgard Uhlig
Irmgard Uhlig (* 29. Oktober 1910 in Oberwiesenthal; † 17. August 2011 in Dresden) war eine deutsche Malerin und Bergsteigerin. Sie wurde vor allem durch ihre Landschaftsaquarelle des Elbsandsteingebirges bekannt und galt als bedeutendste zeitgenössische Malerin der Sächsischen Schweiz.

## Leben
Uhlig kam 1910 als Tochter eines Postverwalters, Stadtrats und stellvertretenden Bürgermeisters Uhlig in Oberwiesenthal zur Welt. Nach dem frühen Tod des Vaters zog sie 1915 mit ihrer Mutter und ihrem Bruder Rudolf nach Nossen, wo sie ihre Schulzeit bis zum Abitur verbrachte. Sie studierte von 1930 bis 1933 Pädagogik mit den Fächern Kunsterziehung und Geografie am Pädagogischen Institut der Technischen Hochschule in Dresden und war von 1933 bis Ende des Zweiten Weltkriegs als Kunsterziehungslehrerin zunächst in Dresden und später als Aushilfslehrerin in 32 weiteren Schulen in Dresden und Umgebung tätig, darunter in Lohmen, Rennersdorf, Wehlen und Hohnstein. Zum Ende des Krieges wurde sie Lehrerin in Langenwolmsdorf.
Im Jahr 1933 trat sie der Sektion Dresden des Deutschen und Österreichischen Alpenvereins bei. Von 1931 bis 1945 unternahm sie mehrere Hochtouren und Studienfahrten in die Hochalpen und bestieg 1934 mit dem Piz Bernina ihren ersten Viertausender. Schon damals entstanden durch die Verknüpfung von Bergsteigen und Malerei einige von ihrer Perspektive her außergewöhnliche Aquarelle. Im März 1945, kurz nach der Bombardierung Dresdens, die Uhlig als Lehrerin in Langenwolmsdorf erlebt hatte, kehrte sie nach Dresden zurück und wohnte bis zu ihrem Tod in Kleinzschachwitz. Sie entwarf zunächst Handpuppen für einen Spielzeugbetrieb und war Mitarbeiterin eines Landschaftsarchitekten, bevor sie sich endgültig der Malerei zuwandte. In Bergstiefeln ging sie 1945 durch Dresden, „st[ieg] über die Trümmerberge und malt. Die stehengebliebenen Schornsteine und Häuserecken, die Ziegelklopfer. Und die Zeichen beginnenden Lebens, die blühenden Unkrautfelder zwischen den Ruinen“. Ein Großteil der rund 60 „Trümmerbilder“ befindet sich heute im Besitz des Stadtmuseums Dresden.
Später war Uhlig wie bereits um 1933 vor allem im heimischen Elbsandsteingebirge unterwegs. Auch hier verknüpfte sie ihre Leidenschaften Klettern und Malen. Ab 1946 arbeitete sie als freischaffende Künstlerin, war 1958 als eine von drei Frauen Teil der ersten alpinistischen Expedition aus der DDR in der Sowjetunion im Elbrus-Gebiet und kletterte 1963 im Tienschan. Uhlig zeichnete vor der Wende Landschaften in Vietnam und China und nach 1990 auch in anderen Regionen der Erde, so bereiste sie ab 1990 unter anderem Griechenland, Ägypten, Teneriffa, Kanada, Marokko und Brasilien. Viele ihrer Bilder entstanden als Auftragswerke.
Neben dem Malen schrieb Uhlig unter anderem Beiträge in Festschriften und schuf Landschaftsmodelle. Ein zwölf Quadratmeter großes Übersichtsmodell der Sächsischen Schweiz in fünf Teilen befindet sich seit 1998 im Besitz des Hauses des Gastes in Hinterhermsdorf. Andere Modelle, darunter ein 15 Quadratmeter großes Relief des Elbtalraums, lagern in Königstein. Uhlig arbeitete auch an Naturschutzausstellungen mit. Im Alter von 89 Jahren erkletterte sie auf ihrer letzten Bergtour den Plattenstein und stellte zu dieser Zeit auch das Malen vorübergehend ein.
Uhlig war Mitglied der Akademie der Künste der DDR. Sie wurde mit der goldenen Ehrennadel des Sächsischen Bergsteigerbunds (SBB) des Deutschen Alpenvereins geehrt und war seit 2003 Ehrenmitglied des SBB. Im Mai 2011 gründete sie gemeinsam mit dem SBB die Stiftung Kunst und Berge, um ihr künstlerisches Erbe weiterzugeben. Grundstock der Stiftung bilden 681 Werke Uhligs. In diese Stiftung sollen aber auch andere Kunstwerke zum Thema Bergsteigen einbezogen werden.
Uhlig starb im August 2011 nach kurzer Krankheit in Dresden und wurde auf dem Stephanusfriedhof in Meußlitz bei Kleinzschachwitz beigesetzt.

## Wirken
Uhligs früheste Zeichnungen stammen aus dem Jahr 1930 und zeigen die Kalkalpen bei Salzburg. Uhlig schuf ihre Werke vorwiegend vor Ort in den Bergen und konnte so Motive zeichnen, die anderen Künstlern verborgen blieben. Sie bevorzugte bei ihrer Arbeit am Berg die Aquarelltechnik, da sie mit dieser vor Ort am besten arbeiten konnte. „Der Fels ist im Wasser entstanden und durch Wasser zerstört. Mit einem Wassertropfen kann man beim Malen wunderbar modellieren“, so Uhlig 1998. Eine Staffelei konnte sie bei ihren Arbeiten im Gebirge nicht benutzen.
Bis 2002 hatte sie allein von der Sächsischen Schweiz über 1000 Aquarelle geschaffen. Ihre Bilder standen der Kritik zufolge in der Tradition der alten Dresdner Malschule.

## Rezeption
„Ob Allgäu, Berchtesgadener Alpen, Rügener Kreidefelsen, Fichtelberg, oder Zugspitze – immer versucht die weitgereiste, in Kleinzschachwitz wohnende Malerin das Besondere und die Eigenheiten auf ihren Naturstreifzügen einzufangen“, so die Sächsische Zeitung im Jahr 1997.

„Die Gemälde Irmgard Uhligs bestechen besonders durch das wechselvolle Spiel der Wasserfarben auf hellem Malgrund, ihren Blick für das Detail, ohne naturalistisch zu sein. Jede Nuance der Natur in der Synthese von Bergen, Hügeln, Nadel- und Mischwald, Feldern, Bach- und Flussläufen ob nah oder aus der Distanz verrät in ihren Aquarellen die Liebe zur Sächsischen Schweiz, einer Landschaft, die in der Welt ihresgleichen sucht.“

Kritikern galt sie als die „Bergmalerin der Sächsischen Schweiz“, und „bedeutendste unter den zeitgenössischen Elbsandstein-Malerinnen“. Artikel anlässlich ihres 100. Geburtstags nannten Uhlig „die Nestorin der deutschen Berg- und Landschaftsmalerei“; sie galt „in Bergsteiger-Kreisen […] als lebende Legende“. Eines von zwölf Porträt des Dresdner Frauenkalenders 1999 befasste sich mit ihr.
Uhligs Aquarelle wurden auch als Zeitzeugen geschätzt: „Gleich einem Fotografen schafft sie […] nicht nur kleine Kunstwerke, sondern auch Zeitzeugen von Landschaftsansichten, die im Laufe der Jahre teils durch Menschenhand, teils durch natürliche Vorgänge ihr ursprüngliches Aussehen verändert haben.“ Ihre Werke befinden sich unter anderem im Besitz des Dresdner Stadtmuseums, vor allem aber in der Stiftung Kunst und Berge beim Sächsischen Bergsteigerbund.

## Einzelausstellungen (Auswahl)
Seit 1937 waren Werke von Irmgard Uhlig auf über 50 Ausstellungen zu sehen.
- 1997: Dresden, Frauenstadtarchiv
- 1998: Dresden, Museum für Sächsische Volkskunst, Jägerhof
- 1998: Königstein, Naturfreundehaus
- 1998: Eibau, „Lausitzer Landschaften“, Ausstellung im Heimat- und Humboldtmuseum
- 1998: Pirna, Galerie Großmann
- 2000: Dresden, „Memento Dresden“ unter anderem mit Werken Uhligs im Stadtmuseum
- 2000: Reitzendorf, Kleinbauernmuseum
- 2001: Dresden, Ausstellung „Berglandschaften“ im Frauenstadtarchiv
- 2003: Großschönau, Deutsches Damast- und Frottiermuseum
- 2005: Dippoldiswalde, Kabinettausstellung in der Osterzgebirgsgalerie[23]
- 2005: Dresden, Ausstellung „Zauberhafte Motive zwischen Sandstein und Granit“ auf Schloss Schönfeld[24]
- 2006: Dresden, „Zerstörtes Dresden – Wiederaufbau“, Ausstellung der Städtischen Galerie Dresden im Rathaus Dresden-Leuben[25]
- 2007: Neustadt, Ausstellung „Irmgard Uhlig – Malerin der Sächsischen Schweiz“ im Heimatmuseum
- 2008: Reitzendorf, Ausstellung „Erntezeit – Kornpuppenzeit“ im Kleinbauernmuseum
- 2008: Dresden, „Ansichten und Aussichten in Fels und Eis“ auf dem 5. Bergsichten-Festival vom 14. bis 16. November 2008
- 2010: Sebnitz, Kunstblumen- und Heimatmuseum „Prof. Alfred Meiche“, in den Räumen der Ostsächsischen Sparkasse Dresden, Filiale Sebnitz[2]
- 2015: Pirna, „Mit Kletterseil und Pinsel“ Die Bergmalerin Irmgard Uhlig, Sonderausstellung im Stadtmuseum Pirna vom 22. August bis 8. November 2015
- 2022: Oberwiesenthal, „Vom Lilienstein zum Fichtelberg - Irmgard Uhlig unterwegs mit Ski und Pinsel“, Sonderausstellung im Wiesenthaler K3 vom 21. Mai bis 31. August 2022